# كاتسوهيكو ناكاجيما
كاتسوهيكو ناكاجيما (باليابانية: 中嶋勝彦؛ بالكانا: なかじま かつひこ) هو مصارع محترف ياباني، ولد في 11 مارس 1988 في فوكوكا في اليابان.

## وصلات خارجية
- كاتسوهيكو ناكاجيما على موقع شيردوغ (الإنجليزية)
- كاتسوهيكو ناكاجيما على موقع CageMatch worker (الإنجليزية)
- كاتسوهيكو ناكاجيما على موقع قاعدة بيانات المصارعة على الإنترنت (الإنجليزية)
- كاتسوهيكو ناكاجيما على موقع IMDb (الإنجليزية)